# Karlo Bartolec
Karlo Bartolec (født 20. april 1995) er en kroatisk fodboldspiller, der spiller for den kroatiske klub NK Osijek, der spiller i den bedste kroatiske række. Har har tidligere spillet for danske F.C. København og FC Nordsjælland.

## Karriere
Bartolec fik sin professionelle debut den 15. marts 2014, da han blev skiftet ind i det 27. minut imod HNK Rijeka.

### FC Nordsjælland
Den 28. august 2016 blev det offentliggjort, at Karlo Bartolec skiftede til FC Nordsjælland, hvor han skrev under på en toårig kontrakt. Han fik sin debut i Superligaen den 12. september 2016, da han startede inde og spillede alle 90 minutter i 3-1-nederlaget ude til AGF.
Han nåede at spille syv kampe i Superligaen, inden han efter 44 minutter i en kamp mod AaB Fodbold den 21. oktober 2016 brækkede foden og var færdig for resten af 2016.

### F.C. København
Efter afslutningen af 2018-19-sæsonen blev det offentliggjort, at Bartolec skiftede til F.C. København på en kontrakt, der løb til sommeren 2023. Bartolec opnåede dog begrænset succes i F.C. København, der i sommeren 2021 hentede Kevin Diks til positionen på højre back og den 2. august 2021 blev det offentliggjort, at Bartolec var blevet solgt til NK Osijek. Bartolec nåede i alt 60 kampe for F.C. København, heraf 41 superligakampe.  